# Bruno Chenu
Pour les articles homonymes, voir Chenu.
Bruno Chenu, né le 18 juin 1942 à Beaurepaire et mort le 23 mai 2003 à Paris 8e, est un prêtre assomptionniste français, théologien et rédacteur en chef religieux de La Croix (1988–1997), où il a écrit de nombreux articles. Professeur d'ecclésiologie à l'université catholique de Lyon, il s'est aussi spécialisé dans les domaines de l'œcuménisme, notamment à travers le groupe des Dombes, et des communautés afro-américaines, entre autres à travers l'action du pasteur Martin Luther King.
Il est par ailleurs l'éditeur de textes de Christian de Chergé.

## Publications
Auteur
- L'Église au cœur : disciples et prophètes, Bayard/Centurion, 1982
- Le Christ noir américain, coll. « Jésus et Jésus-Christ » no 21, Desclée, 1984
- Théologies chrétiennes des tiers mondes : Théologies chrétiennes des tiers mondes, théologies latino-américaine, noire-américaine, noire sud-africaine, africaine asiatique, Bayard/Centurion, 1987
- La Trace d'un visage, Bayard, 1992
- La Brûlure d'une absence : la foi chrétienne au quotidien, Centurion, 1994, articles parus dans La Croix, 1988-1993, revus et modifiés
- Le Christ, l'autre et l'Église, Bayard/Centurion, 1998
- Le Grand Livre des negro spirituals : go down Moses, Bayard, 2000 (Livre + CD)
- L'Urgence prophétique : Dieu au défi de l'histoire, Desclée de Brouwer, 2001
- Disciples d'Emmaüs, Bayard & La Croix, 2003
- Dieu et l'homme souffrant, Bayard & La Croix, 2004
- L'Église sera-t-elle catholique ?, Bayard, 2004 (conférences inédites)
- Croire sur parole : lectures de l'Évangile, Bayard, 2008
- Au service de la vérité : dialogue, conversion, communion, Bayard, 2013, choix de textes inédits

### En collaboration
- Marcel Neusch, Bruno Chenu, Au pays de la théologie : à la découverte des hommes et des courants, Centurion, 1979, 1986², 1994,  (ISBN 2-227-31544-X)
- Desmond Tutu (auteur), Bruno Chenu (dir.), Prisonnier de l'espérance, Centurion, 1983
- Bruno Chenu, Claude Prud’homme, France Quéré, Jean-Claude Thomas, Le Livre des martyrs chrétiens, Centurion, 1988
- Marcel Neusch, Bruno Chenu, Théologiens d'aujourd'hui, Bayard, 1995
- Sept vies pour Dieu et pour l’Algérie (avec la collaboration amicale des moines de Tamié et de Bellefontaine), Bayard/Centurion, 1996
- Christian de Chergé (auteur), Bruno Chenu (dir.), L'Invincible Espérance, Bayard, 1997